# Hooge-kráter temető
A Hooge-kráter temető (Hooge Crater Cemetery) egy első világháborús sírkert a belgiumi Ypres-től négy kilométerre. A temetőben 5916 nemzetközösségi katona nyugszik. A létesítmény tervezője Sir Edwin Lutyens és Noel Ackroyd Rew volt.

## Története
A hoogei kastély elkeseredett harcok színhelye volt a világháborúban. 1914. október 31-én a brit 1. és 2. Hadosztály vezérkarának ki kellett ürítenie a kastélyt a heves német ágyúzás miatt. 1915. május 24. és június 3. között a németek támadtak a területen. Július 15-én a 3. Hadosztály árkászai hatalmas krátert robbantottak a német vonalaknál, amelyről később a temető a nevét kapta. Július 30-án a németek elfoglalták a kastélyt, augusztus 9-én a brit 6. Hadosztály megszerezte az ellenőrzést a kráter felett. 1916. június 6-án a németek visszafoglalták Hoogét, majd 1917. július 31-én a 8. Hadosztály vette be. 1918 áprilisától ismét a németek ellenőrizték a területet, végül szeptember 28-án a 9. (skót) Hadosztály foglalta el.
A területen 1917. október elején kezdte a temetkezést a 7. Hadosztály. A fegyverszünet után jelentősen megnőtt az elhantolt nemzetközösségi katonák száma, ugyanis sok hősi halott földi maradványait exhumálták a közeli csatatereken. Az 5916 halott közül 3568-at nem sikerült azonosítani. Az ismertek közül 1864 brit, 337 ausztrál, 78 új-zélandi, 69 kanadai volt.
A temetőben nyugszik Patrick Bugden ausztrál gyalogos, aki posztumusz Viktória Keresztet kapott hősiessége elismeréseként. Egy alkalommal egy kisebb osztag élén elfoglalt és elhallgattatott egy német géppuskafészket, amely feltartotta az előrenyomulást, egy másik esetben pedig kiszabadított egy német fogságba esett őrmestert. Öt alkalommal jegyezték fel, hogy sebesült katonát mentett ki a csatatérről, miközben a németek géppuskával vagy lövegekkel lőtték a területet. Gyakran jelentkezett olyan feladatokra, amelyek végrehajtására önkénteseket kértek, egy ilyen akció során esett el 1917. szeptember 28-án, húszéves korában.

## A kráter
1915. június 15-én a brit aknászok felrobbantották a német állások alá fúrt alagútjukban felhalmozott robbanóanyagot. A detonáció alig okozott károkat a német lövészárok-rendszerben, de hatalmas kráter nyílt a földben, amelyet a háború után betemettek.